# Fehérfejű rozsdásrigó
A fehérfejű rozsdásrigó (Cossypha heinrichi) a madarak (Aves) osztályának verébalakúak (Passeriformes) rendjéhez, ezen belül a légykapófélék (Muscicapidae) családjához tartozó faj.

## Rendszerezése
A fajt Austin L. Rand kanadai zoológus írta le 1955-ben.

## Előfordulása
Afrikában, Angola és a Kongói Demokratikus Köztársaság területén honos. Állandó, nem vonuló faj. Természetes élőhelyei a szubtrópusi és trópusi síkvidéki esőerdők és szavannák. Állandó, nem vonuló faj.

## Megjelenése
Testhossza 23 centiméter, testtömege 56-69 gramm.

## Természetvédelmi helyzete
Az elterjedési területe kicsi, egyedszáma ugyan csökken, de még nem éri el a kritikus szintet. A Természetvédelmi Világszövetség Vörös listáján nem fenyegetett fajként szerepel.